# Neslihan Demir
Neslihan Demir (* 9. Dezember 1983 in Eskişehir) ist eine türkische Volleyballspielerin.

## Karriere
Neslihan Demir spielte von 1998 bis 2002 in Istanbul bei Yeşilyurt Spor Kulübü. Danach wechselte sie zum Spitzenverein Vakıfbank Güneş Sigorta İstanbul, mit dem sie zweimal Türkischer Meister wurde und 2004 den europäischen Top Teams Cup gewann. 2006 ging sie zum spanischen Spitzenclub CV Teneriffa und belegte 2007 Platz drei in der Champions League. 2008 kehrte die Angreiferin zurück zu Vakıfbank Güneş Sigorta İstanbul und wechselte 2010 zum Lokalrivalen Eczacıbaşı Istanbul. Hier wurde sie 2011 und 2012 Türkischer Pokalsieger und gewann 2012 die Türkische Meisterschaft. 2015 gewann sie die Champions League und die Klub-Weltmeisterschaft. 2016 konnte sie den Klub-Weltmeistertitel erfolgreich verteidigen. In der Saison 2017/18 spielte Demir bei Galatasaray Istanbul.
Neslihan Demir debütierte 1999 in der türkischen Nationalmannschaft. Sie nahm an mehreren Welt- und Europameisterschaften teil und wurde mehrmals als „Best Scorer“ ausgezeichnet. Bei den Olympischen Spielen 2012 in London war sie Fahnenträgerin für die Türkei.

## Privates
Neslihan Demir war von 2006 bis 2013 mit dem Schwimmer Orkun Darnel verheiratet und hat eine Tochter. Seit 2014 ist sie mit dem Schauspieler Kâmil Güler verheiratet.